# Wildwasserrennsport-Europameisterschaften 2019
Die 12. Kanu-Wildwasserrennsport-Europameisterschaften fanden vom 15. bis 18. Mai 2019 statt. Sie wurden im slowenischen Bovec auf der Soca ausgetragen. Erfolgreichste Nation war die Tschechische Republik. Das deutsche Team erlebte die erfolglosesten Meisterschaften im Wildwasserrennsport seit bestehen. Einzig die Kajak-Damen konnten in der Classicmannschaft eine Bronzemedaille gewinnen. Im Canadierbereich waren bis auf die Kölnerin Maren Lutz keine deutschen Sportler am Start.

## Nationenwertung Gesamt
| Platz  | Land        | Gold | Silber | Bronze | Gesamt |
| ------ | ----------- | ---- | ------ | ------ | ------ |
| 1      | Tschechien  | 5    | 5      | 6      | 16     |
| 2      | Italien     | 4    | 2      | 1      | 7      |
| 3      | Frankreich  | 3    | 5      | 5      | 13     |
| 4      | Slowenien   | 2    | 3      | 1      | 6      |
| 5      | Schweiz     | 1    | 1      | -      | 2      |
| 6      | Kroatien    | 1    | -      | 2      | 3      |
| 7      | Deutschland | -    | -      | 1      | 1      |
| Gesamt | Gesamt      | 16   | 16     | 16     | 48     |

Im Einzelnen wurden folgende Ergebnisse erzielt.

## Classic
Die Classic-Wettbewerbe fanden am 15. und 16. Mai statt.

### Nationenwertung Classic
| Platz  | Land        | Gold | Silber | Bronze | Gesamt |
| ------ | ----------- | ---- | ------ | ------ | ------ |
| 1      | Tschechien  | 4    | 2      | 3      | 9      |
| 2      | Slowenien   | 1    | 2      | 1      | 4      |
| 3      | Italien     | 1    | 1      | 1      | 3      |
| 4      | Kroatien    | 1    | -      | 1      | 2      |
| 5      | Schweiz     | 1    | -      | -      | 1      |
| 6      | Frankreich  | -    | 3      | 1      | 4      |
| 7      | Deutschland | -    | -      | 1      | 1      |
| Gesamt | Gesamt      | 8    | 8      | 8      | 24     |

### Einzelwettbewerbe

#### Einer-Kajak Männer
| Platz | Sportler                   | Land        | Zeit          |
| ----- | -------------------------- | ----------- | ------------- |
| 1     | Simon Oven                 | Slowenien   | 16:49,54 Min. |
| 2     | Anze Urankar               | Slowenien   | 17:01,07 Min. |
| 3     | Adam Satke                 | Tschechien  | 17:02,47 Min. |
| -     | -                          | -           |               |
| 7     | Nico Paufler (Rosenheim)   | Deutschland | 17:13,90 Min. |
| 11    | Tobias Kroener (Wiesbaden) | Deutschland | 17:22,32 Min. |
| 12    | Tim Heilinger (Köln)       | Deutschland | 17:27,69 Min. |

#### Einer-Kajak Frauen
| Platz | Sportler                          | Land        | Zeit          |
| ----- | --------------------------------- | ----------- | ------------- |
| 1     | Melanie Mathys                    | Schweiz     | 18:41,20 Min. |
| 2     | Mathilde Rosa                     | Italien     | 18:41,22 Min. |
| 3     | Anezka Paloudova                  | Tschechien  | 18:44,33 Min. |
| -     | -                                 | -           | -             |
| 5     | Alke Overbeck (Braunschweig)      | Deutschland | 18:53,66 Min. |
| 11    | Janina Piaskowski (Fulda)         | Deutschland | 19:23,24 Min. |
| 12    | Lisa Köstle (Rosenheim)           | Deutschland | 19:27,76 Min. |
| 13    | Sabine Füsser (Siegburg/Augsburg) | Deutschland | 19:33,86 Min. |

#### Einer-Canadier Männer
| Platz | Sportler      | Land       | Zeit          |
| ----- | ------------- | ---------- | ------------- |
| 1     | Emil Milihram | Kroatien   | 18:25,15 Min. |
| 2     | Ondřej Rolenc | Tschechien | 18:32,35 Min. |
| 3     | Blaz Cof      | Slowenien  | 18:51,35 Min. |

#### Einer-Canadier Frauen
| Platz | Sportler          | Land        | Zeit          |
| ----- | ----------------- | ----------- | ------------- |
| 1     | Cecilia Panato    | Italien     | 18:24,94 Min. |
| 2     | Martina Satková   | Tschechien  | 18:39,99 Min. |
| 3     | Anezka Paloudova  | Tschechien  | 19:12,85 Min. |
| -     | -                 | -           | -             |
| 5     | Maren Lutz (Köln) | Deutschland | 19:24,35 Min. |

#### Zweier-Canadier Männer
| Platz | Sportler                             | Land       | Zeit          |
| ----- | ------------------------------------ | ---------- | ------------- |
| 1     | Daniel Suchanek / Ondřej Rolenc      | Tschechien | 18:26,17 Min. |
| 2     | Stéphane Santamaria / Quentin Dazeur | Frankreich | 18:28,63 Min. |
| 3     | Tony Debray / Louis Lapointe         | Frankreich | 18:29,68 Min. |

#### Zweier-Canadier Frauen
| Platz | Sportler | Land | Zeit |
| ----- | -------- | ---- | ---- |
| 1     | -        | -    | -    |
| 2     | -        | -    | -    |
| 3     | -        | -    | -    |

#### Nationenwertung Classic-Einzel
| Platz  | Land       | Gold | Silber | Bronze | Gesamt |
| ------ | ---------- | ---- | ------ | ------ | ------ |
| 1      | Tschechien | 1    | 2      | 3      | 6      |
| 2      | Slowenien  | 1    | 1      | 1      | 3      |
| 3      | Italien    | 1    | 1      | -      | 2      |
| 4      | Schweiz    | 1    | -      | -      | 1      |
|        | Kroatien   | 1    | -      | -      | 1      |
| 6      | Frankreich | -    | 1      | 1      | 2      |
| Gesamt | Gesamt     | 5    | 5      | 5      | 15     |

### Teamwettbewerbe

#### Kajak-Einer Männer
| Platz | Land        | Sportler                                            | Zeit          |
| ----- | ----------- | --------------------------------------------------- | ------------- |
| 1     | Tschechien  | Adam Satke / Karel Slepica / Kamil Mruzek           | 17:31,46 Min. |
| 2     | Slowenien   | Tim Novak / Simon Oven / Anze Urankar               | 17:34,66 Min. |
| 3     | Italien     | Francesco Ciotoli / Andrea Bernardi / Nicolo Rezeto | 18:01,48 Min. |
| 4     | Deutschland | Tobias Kroener / Nico Paufler / Tim Heilinger       | 18:09,95 Min. |

#### Kajak-Einer Frauen
| Platz | Land        | Sportler                                             | Zeit          |
| ----- | ----------- | ---------------------------------------------------- | ------------- |
| 1     | Tschechien  | Martina Satková / Anezka Paloudova / Klara Hricova   | 19:17,52 Min. |
| 2     | Frankreich  | Lisa Vinet / Charlène LeCorvaisier / Phenicia Dupras | 19:37,80 Min. |
| 3     | Deutschland | Alke Overbeck / Janina Piaskowski / Lisa Köstle      | 20:08,14 Min. |

#### Einer-Canadier Männer
| Platz | Land       | Sportler                                           | Zeit          |
| ----- | ---------- | -------------------------------------------------- | ------------- |
| 1     | Tschechien | Ondřej Rolenc / Marek Rygel / Vladimir Slanina     | 19:45,16 Min. |
| 2     | Frankreich | Tony Debray / Louis Lapointe / Stéphane Santamaria | 20:01,88 Min. |
| 3     | Kroatien   | Ivan Tolic / Igor Gojic / Emil Milihram            | 20:53,18 Min. |

#### Zweier-Canadier Männer
| Platz | Land | Sportler | Zeit |
| ----- | ---- | -------- | ---- |
| 1     | -    | -        | -    |
| 2     | -    | -        | -    |
| 3     | -    | -        | -    |

#### Nationenwertung Classic-Mannschaft
| Platz  | Land        | Gold | Silber | Bronze | Gesamt |
| ------ | ----------- | ---- | ------ | ------ | ------ |
| 1      | Tschechien  | 3    | -      | -      | 3      |
| 2      | Frankreich  | -    | 2      | -      | 2      |
| 3      | Slowenien   | -    | 1      | -      | 1      |
| 4      | Deutschland | -    | -      | 1      | 1      |
|        | Kroatien    | -    | -      | 1      | 1      |
|        | Italien     | -    | -      | 1      | 1      |
| Gesamt | Gesamt      | 3    | 3      | 3      | 9      |

## Sprint
Die Sprint-Wettbewerbe fanden am 17. und 18. Mai statt.

### Nationenwertung Sprint
| Platz  | Land       | Gold | Silber | Bronze | Gesamt |
| ------ | ---------- | ---- | ------ | ------ | ------ |
| 1      | Frankreich | 3    | 2      | 4      | 9      |
| 2      | Italien    | 3    | 1      | -      | 4      |
| 3      | Tschechien | 1    | 3      | 3      | 7      |
| 4      | Slowenien  | 1    | 1      | -      | 2      |
| 5      | Schweiz    | -    | 1      | -      | 1      |
| 6      | Kroatien   | -    | -      | 1      | 1      |
| Gesamt | Gesamt     | 8    | 8      | 8      | 24     |

### Einzelwettbewerbe

#### Einer-Kajak Männer
| Platz | Land                       | Sportler    | Zeit       |
| ----- | -------------------------- | ----------- | ---------- |
| 1     | Nejc Žnidarčič             | Slowenien   | 55,60 Sek. |
| 2     | Anze Urankar               | Tschechien  | 57,50 Sek. |
| 3     | Hugues Moret               | Frankreich  | 57,77 Sek. |
| -     | -                          | -           | -          |
| 6     | Yannic Lemmen (Düsseldorf) | Deutschland | 58,77 Sek. |
| 12    | Tim Heilinger (Köln)       | Deutschland | 60,52 Sek. |
| 23    | Tobias Kroener             | Deutschland |            |

#### Einer-Kajak Frauen
| Platz | Land                                | Sportler    | Zeit       |
| ----- | ----------------------------------- | ----------- | ---------- |
| 1     | Mathilde Rosa                       | Italien     | 63,44 Sek. |
| 2     | Melanie Mathys                      | Schweiz     | 63,48 Sek. |
| 3     | Martina Satková                     | Tschechien  | 63,66 Sek. |
| -     | -                                   | -           | -          |
| 10    | Alke Overbeck (Braunschweig)        | Deutschland | 67,99 Sek. |
| 11    | Lisa Köstle (Rosenheim)             | Deutschland | 68,02 Sek. |
| 12    | Sabine Füsser (Siegburg / Augsburg) | Deutschland | 68,13 Sek. |
| 13    | Janina Piaskowski (Fulda)           | Deutschland | 68,21 Sek. |

#### Einer-Canadier Männer
| Platz | Land             | Sportler   | Zeit       |
| ----- | ---------------- | ---------- | ---------- |
| 1     | Toni Debray      | Frankreich | 63,42 Sek. |
| 2     | Louis Lapointe   | Frankreich | 63,67 Sek. |
| 3     | Vladimir Slanina | Tschechien | 63,98 Sek. |

#### Einer-Canadier Frauen
| Platz | Land              | Sportler    | Zeit       |
| ----- | ----------------- | ----------- | ---------- |
| 1     | Cecilia Panato    | Italien     | 71,89 Sek. |
| 2     | Marie Nemcova     | Tschechien  | 72,55 Sek. |
| 3     | Elsa Gaubert      | Frankreich  | 73,00 Sek. |
| -     | -                 | -           | -          |
| 5     | Maren Lutz (Köln) | Deutschland | 74,72 Sek. |

#### Zweier-Canadier Männer
| Platz | Land                                 | Sportler   | Zeit       |
| ----- | ------------------------------------ | ---------- | ---------- |
| 1     | Tony Debray / Louis Lapointe         | Frankreich | 60,78 Sek. |
| 2     | Stéphane Santamaria / Quentin Dazeur | Frankreich | 61,17 Sek. |
| 3     | Daniel Suchanek / Ondřej Rolenc      | Tschechien | 63,47 Sek. |

#### Zweier-Canadier Frauen
| Platz | Land  | Sportler | Zeit       |
| ----- | ----- | -------- | ---------- |
| 1     | - / - | -        | --,-- Sek. |
| 2     | - / - | -        | --,-- Sek. |
| 3     | - / - | -        | --,-- Sek. |

#### Nationenwertung Sprint-Einzel
| Platz  | Land       | Gold | Silber | Bronze | Gesamt |
| ------ | ---------- | ---- | ------ | ------ | ------ |
| 1      | Frankreich | 2    | 2      | 2      | 6      |
| 2      | Italien    | 2    | -      | -      | 2      |
| 3      | Slowenien  | 1    | 1      | -      | 2      |
| 4      | Tschechien | -    | 1      | 3      | 4      |
| 5      | Schweiz    | -    | 1      | -      | 1      |
| Gesamt | Gesamt     | 5    | 5      | 5      | 15     |

### Teamwettbewerbe

#### Einer-Kajak Männer
| Platz | Land        | Sportler                                                  | Zeit       |
| ----- | ----------- | --------------------------------------------------------- | ---------- |
| 1     | Italien     | Francesco Ciotoli / Andrea Bernardi / Leonardo Pontarollo | 62,11 Sek. |
| 2     | Tschechien  | Filip Hric / Adam Satke / Karel Slepica                   | 62,79 Sek. |
| 3     | Frankreich  | Felix Bouvet / Hugues Moret / Maxence Barouh              | 63,30 Sek. |
| 4     | Deutschland | Tobias Kroener / Yannic Lemmen / Tim Heilinger            | 63,87 Sek. |

#### Einer-Kajak Frauen
| Platz | Land        | Sportler                                              | Zeit       |
| ----- | ----------- | ----------------------------------------------------- | ---------- |
| 1     | Tschechien  | Martina Satková / Anezka Paloudova / Barbora Dimomova | 69,34 Sek. |
| 2     | Italien     | Cecilia Panato / Mathilde Rosa / Giulia Formenton     | 71,23 Sek. |
| 3     | Frankreich  | Phenicia Dupras / Charlene LeCorvaisier / Lise Vinet  | 71,59 Sek. |
| 4     | Deutschland | Alke Overbeck / Sabine Füßer / Lisa Köstle            | 73,05 Sek. |

#### Einer-Canadier Männer
| Platz | Land       | Sportler                                           | Zeit       |
| ----- | ---------- | -------------------------------------------------- | ---------- |
| 1     | Frankreich | Tony Debray / Louis Lapointe / Stéphane Santamaria | 68,26 Sek. |
| 2     | Tschechien | Ondřej Rolenc / Vladimir Slanina / Marek Rygel     | 68,74 Sek. |
| 3     | Kroatien   | Luka Obadic / Igor Gojic / Emil Milihram           | 71,13 Sek. |

#### Einer-Canadier Frauen
| Platz | Land | Sportler  | Zeit       |
| ----- | ---- | --------- | ---------- |
| 1     | -    | - / - / - | --,-- Sek. |
| 2     | -    | - / - / - | --,-- Sek. |
| 3     | -    | - / - / - | --,-- Sek. |

#### Zweier-Canadier Männer
| Platz | Land | Sportler        | Zeit       |
| ----- | ---- | --------------- | ---------- |
| 1     | -    | -/- / -/- / -/- | --,-- Sek. |
| 2     | -    | -/- / -/- / -/- | --,-- Sek. |
| 3     | -    | -/- / -/- / -/- | --,-- Sek. |

### Nationenwertung Sprint-Mannschaft
| Platz  | Land       | Gold | Silber | Bronze | Gesamt |
| ------ | ---------- | ---- | ------ | ------ | ------ |
| 1      | Tschechien | 1    | 2      | -      | 3      |
| 2      | Italien    | 1    | 1      | -      | 2      |
| 3      | Frankreich | 1    | -      | 2      | 3      |
| 4      | Kroatien   | -    | -      | 1      | 1      |
| Gesamt | Gesamt     | 3    | 3      | 3      | 9      |